# 蕭子賢
蕭子賢（5世紀—500年代），南蘭陵郡蘭陵縣人，南朝齊宗室，齊高帝之孫，長沙威王蕭晃之子，臨川獻王蕭映養子。

## 生平
蕭子賢初以王子例封平樂縣開國侯，歷任太子洗馬、太子中庶子、太子詹事。
永泰元年（498年）四月，大司馬、會稽太守王敬則舉兵反，準備擁立齊高帝之孫吳郡太守蕭子恪，蕭子恪見機逃跑，不知所終。此前，高、武諸子已被全部誅殺。至此，始安王蕭遙光勸齊明帝盡誅高、武諸孫，於是包括蕭子賢在內的高、武諸孫六十餘人被召至永福省。明帝命令太醫煮椒二斛，待椒熟後全部賜死。因蕭子恪及時趕回，蕭子賢等人得以挽回性命。
南朝梁初年，臨川獻王蕭映的長子蕭子晉謀反，兄弟皆被誅殺，蕭子賢的子女逃奔北魏。

## 家庭

### 夫人
- 琅邪王氏，南齐太尉王儉之女[7]

### 子女
- 蕭彪，北周使持节、侍中、骠骑大将军、开府仪同三司、华州刺史、齐郡贞公
- 蕭氏，嫁臨洮孝王元寶月[3]